# Visão em túnel
A visão em túnel, ou visão de túnel, é a perda da visão periférica com retenção da visão central, resultando em um campo de visão restrito semelhante a um túnel circular.

## Causas
A visão em túnel pode ser causada por:
- Glaucoma, uma doença visual.[4]
- Retinite pigmentosa, uma doença visual.[5]
- Perda de sangue (hipovolemia)
- Consumo de álcool.[6] Além disso, a visão fica embaçada ou dupla, pois os músculos oculares perdem a precisão, impedindo o foco no mesmo objeto.
- Acelerações altas sustentadas (1 segundo ou mais).[7] Normalmente, pilotar um avião com uma aceleração centrípeta de até ou acima de 39 m/s2 (4gs) com a cabeça voltada para o centro da curvatura, comum em pilotos acrobáticos ou de caça. Nestes casos, a visão de túnel e acinzentada pode proceder a uma Perda de Consciência induzida pela força-g (g-LOC).
- Medicamentos alucinógenos, em particular os dissociativos.
- Drogas estimulantes que liberam e/ou impedem a recaptação de dopamina e noradrenalina, em particular as anfetaminas.[8]
- Medo ou angústia extremos, geralmente no contexto de um ataque de pânico.
- Excitação ou prazer extremo, como em uma montanha-russa, causando uma onda de adrenalina no corpo.
- Durante períodos de alta produção de adrenalina, como uma intensa luta física.
- Doença de altitude, hipóxia em avião de passageiros[9]
- Exposição ao oxigênio a uma pressão parcial acima de 1,5-2 atmosferas, produzindo toxicidade do oxigênio no sistema nervoso central, chamada narcose.[10] Outros sintomas podem incluir tonturas, náuseas, cegueira, fadiga, ansiedade, confusão e falta de coordenação.
- Tumores da hipófise (ou outros tumores cerebrais que comprimem o quiasma óptico)
- Exposição prolongada ao ar contaminado com óleos e fluidos hidráulicos aquecidos, como às vezes pode acontecer em aeronaves de passageiros.[9]
- Cataratas graves, causando a remoção da maior parte do campo de visão.
- Durante a fase áurea da enxaqueca
- Raiva intensa, devido ao corpo ser rapidamente inundado de adrenalina e oxigênio
- Uma mordida de uma mamba negra e outras cobras com o mesmo veneno de força.
- Envenenamento por mercúrio (especialmente metilmercúrio)
- Privação de sono

## Usuários de óculos
Os usuários de óculos experimentam a visão do túnel em vários graus devido à lente corretiva, fornecendo apenas uma pequena área de foco adequado, com o restante do campo de visão além das lentes sendo desfocadas e desfocadas. Onde uma pessoa com visão natural só precisa mover os olhos para ver um objeto muito para o lado ou para baixo, o usuário de óculos pode precisar mover toda a cabeça para apontar os óculos em direção ao objeto alvo.[carece de fontes?]
A armação dos óculos também bloqueia a visão do mundo com um fino contorno opaco que separa a área da lente do resto do campo de visão. A armação dos óculos é capaz de ocultar pequenos objetos e detalhes no campo periférico.[carece de fontes?]

## Usuários de máscara, óculos e capacete

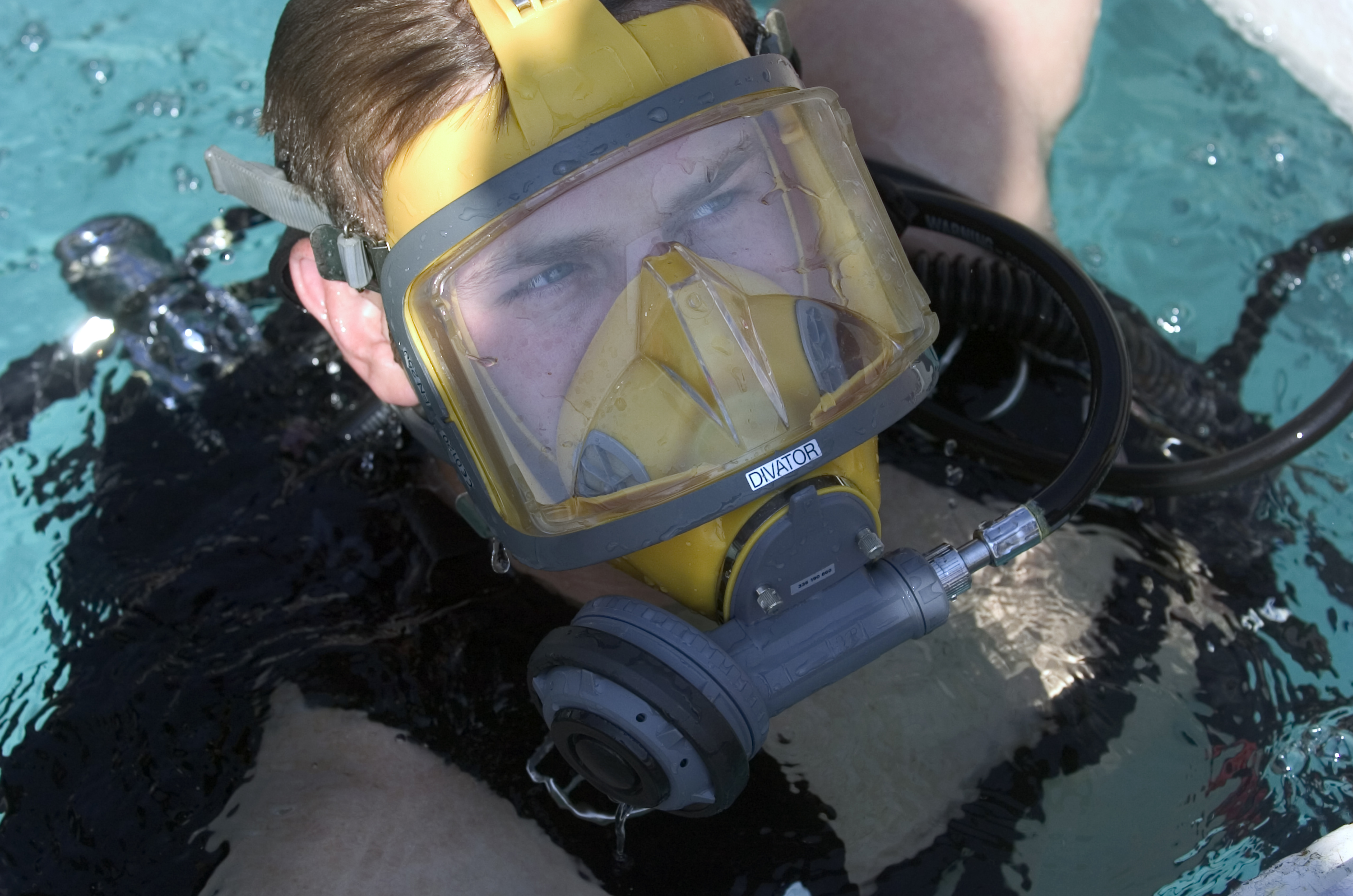
Máscara de mergulho de campo amplo e envolvente

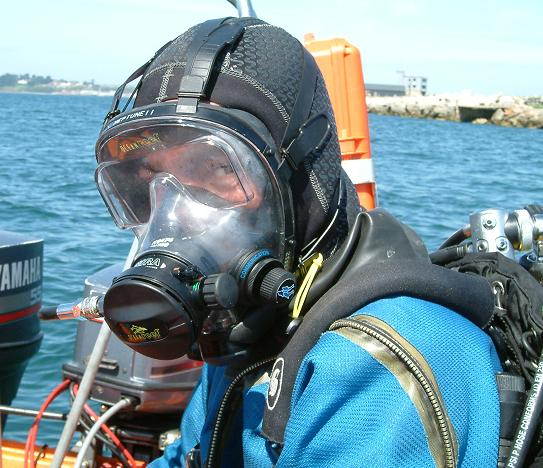
Máscara de mergulho com campo de visão estreito

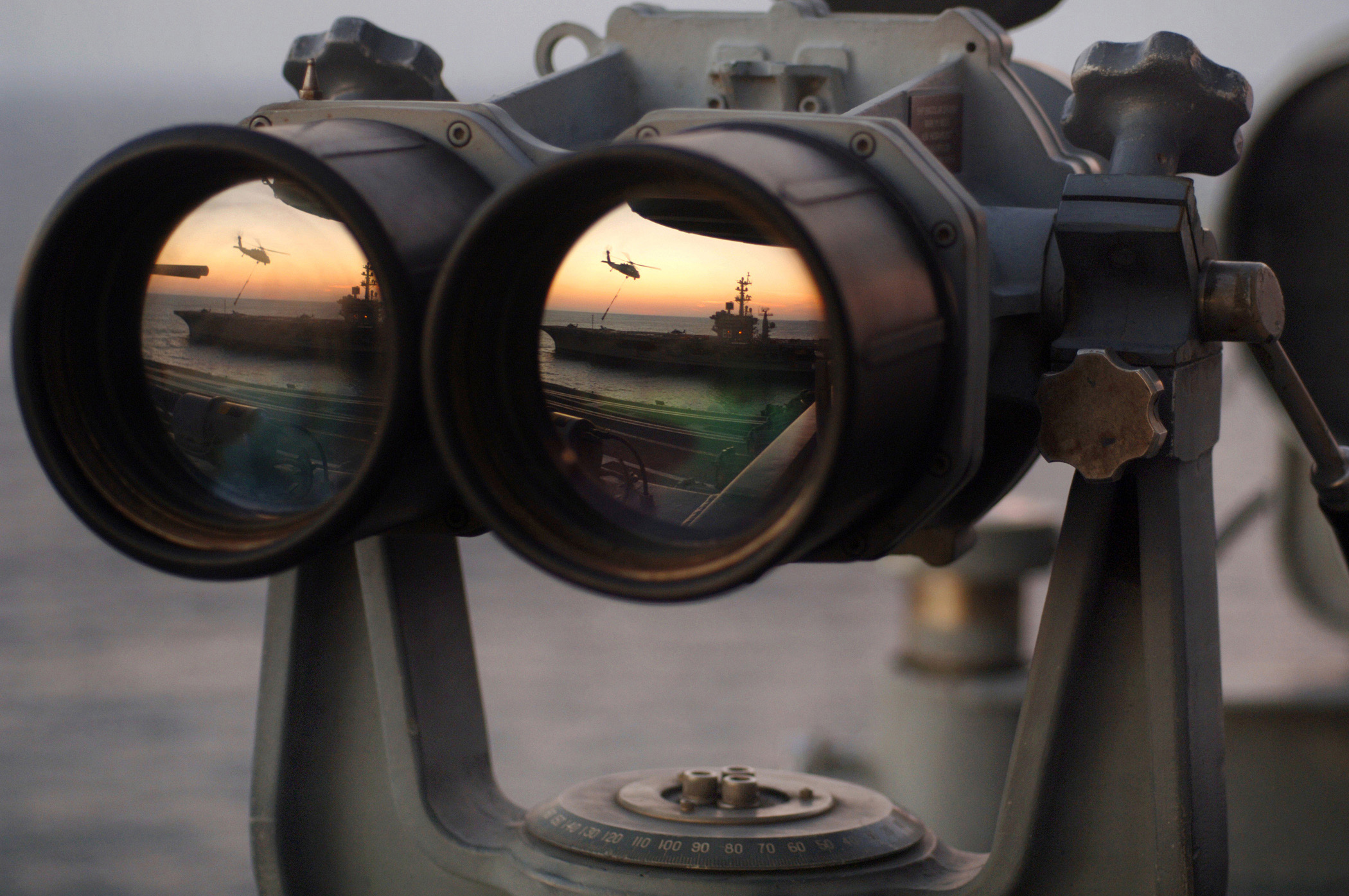
Binóculos de campo amplo extremamente grandes que não seriam práticos de transportar

Atividades que exigem uma máscara protetora, óculos de segurança ou capacete de proteção totalmente fechado também podem resultar em uma experiência aproximando a visão do túnel. Máscaras de mergulho subaquático usando uma única lente plana e transparente geralmente têm a superfície da lente a vários centímetros dos olhos. A lente é normalmente fechada com uma casca de vedação de borracha preta opaca para impedir a entrada de água. Para este tipo de máscara, o campo periférico do mergulhador é extremamente limitado. Geralmente, o campo periférico de uma máscara de mergulho é aprimorado se as lentes estiverem o mais próximo possível dos olhos ou se as lentes forem grandes, com várias janelas ou se for um design curvo.[carece de fontes?]
Máscaras de proteção, como uma máscara de solda, restringem a visão a um buraco ou orifício extremamente pequeno, sem nenhuma percepção periférica. Isso é feito por necessidade, para que a radiação ultravioleta emitida pelo arco de solda não danifique os olhos do soldador devido a reflexos de objetos brilhantes no campo periférico.[carece de fontes?]

## Instrumentos ópticos
Binóculos, telescópios e microscópios induzem uma experiência de extrema visão de túnel devido ao design dos componentes ópticos. Um microscópio ou telescópio de campo amplo geralmente requer diâmetro muito maior e lentes mais espessas, ou conjuntos de espelhos parabólicos complexos, o que resulta em um custo significativamente maior para a construção do dispositivo óptico.[carece de fontes?]
Binóculos de campo amplo são possíveis, mas requerem oculares mais pesadas, mais pesadas e mais complexas. O diâmetro das lentes objetivas não é importante para o campo de visão. As oculares de ângulo mais amplo usadas nos telescópios são tão grandes que duas não caberiam lado a lado para uso em binóculos.[carece de fontes?]